# Kissing Jessica Stein
Kissing Jessica Stein är en romantisk komedifilm från 2001, regisserad av Charles Herman-Wurmfeld.
Manuset är skrivet av Jennifer Westfeldt och Heather Juergensen som också spelar huvudrollerna, Jessica Stein och Helen Cooper. Manuset bygger på en teaterpjäs av Westfeldt och Juegensen, "Lippstich" som spelades "Off-Broadway" 1997.

## Medverkande
- Jennifer Westfeldt - Jessica Stein
- Heather Juergensen - Helen Cooper
- Scott Cohen - Josh Myers
- Jackie Hoffman - Joan
- Michael Mastro - Martin
- Carson Elrod - Sebastian
- David Aaron Baker - Dan Stein
- Jon Hamm - Charles
- Tovah Feldshuh - Judy Stein
- Esther Wurmfeld - Grandma Esther